# Planète+
Planète (anteriormente Planète Câble) es una cadena de televisión temática francesa perteneciente al Groupe Canal+, que destina su programación principalmente a la emisión de documentales. Además del canal principal (llamado Planète), cuenta con tres canales filiales: Planète No-Limit, Planète Thallasa, y Planète Justice.

## Historia
Planète Câble se creó el 1 de agosto de 1988 por la sociedad multiThématiques, perteneciente al Groupe Canal+ con la finalidad de enriquecer la oferta de televisión por cable con la temática de documentales. Cambió su nombre a Planète el 4 de septiembre de 1999.
Desde el 17 de mayo de 2011, Planète cambió su identidad, igual que otros canales del grupo, para añadir el "+" del Groupe Canal+ y así pasó a llamarse Planète+.
El 20 de abril de 2005, Canal+ Sport, presentó ante el Consejo Superior Audiovisual de Francia (CSA) su candidatura para obtener una frecuencia en la TDT de pago Francesa.1 Se le concedió una frecuencia en el multiplex R3 de la TNT de pago y comenzó a emitir a través de ella a partir del 21 de noviembre de 2005.
El 14 de septiembre de 2015, la cadena presentó ante el Consejo Superior Audiovisual de Francia (CSA) su candidatura a optar a una frecuencia de emisión en la TNT gratuita simultáneamente junto a LCI y Paris Première. El 17 de diciembre de 2015 se le rechazó la petición a beneficio de LCI.
En la actualidad se encuentra disponible en Francia a través de la Televisión Digital Terrestre, y en varios otros países europeos a través de satélite. También emite desde 2005 en Canadá.
El 5 de diciembre de 2024, el canal anuncia su salida de la TDT de pago a partir de junio de 2025, lo que incluye también (Canal+, Canal+ Cinéma(s) y Canal+ Sport), tras la interrupción de C8 desde el 28 de febrero de 2025.

## Identidad Visual

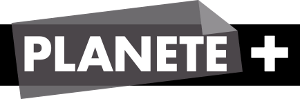
Logo de Planète+ en 2011